# Lennart Torstenssonsgatan
Lennart Torstenssonsgatan är en gata i Lorensbergs villastad i stadsdelen Lorensberg i Göteborg. Den är cirka 375 meter lång och sträcker sig från Lyckans väg till Renströmsgatan.
Gatan fick sitt namn år 1914 till minne av fältmarskalken Lennart Torstenson. Torstenson var högste befälhavare över Sveriges stridskrafter i Tyskland under 1640-talet och var generalguvernör över Värmland, Dalsland, Västergötland och Halland åren 1648–1651. Han var ägare av nuvarande residenset i Göteborg. Redan år 1911 föreslogs att någon gata skulle bli uppkallad efter Torstenson och år 1882 hade namnet föreslagits för den gata som kom att få namnet Aschebergsgatan.